# Peter Amann (Ingenieur)

Peter Amann

Peter Amann (* 13. August 1941 in München; † 13. Dezember 2019 in Alsbach-Hähnlein) war ein deutscher Bauingenieur für Geotechnik.

## Leben
Amann studierte Bauingenieurwesen an der TH Darmstadt mit dem Diplom 1966 und der Spezialisierung auf konstruktiven Ingenieurbau. Danach war er in der Bauindustrie. 1975 promovierte er in Darmstadt bei Herbert Breth über Setzungen Frankfurter Hochhäuser. Mit Breth arbeitete er an der numerischen Modellierung von Tiefgründungen In der Darmstädter Gruppe war damals auch Rolf Katzenbach. Danach war er im Ingenieurbüro von Breth, bevor er ein eigenes Ingenieurbüro aufmachte. Mit seinem Ingenieurbüro war er international tätig, besonders im mittleren Osten. Zu seinen Projekten gehörten tiefe Baugruben und Gründungen, Tunnel, Talsperren und Deponien. 1990 wurde er ordentlicher Professor für Grundbau und Bodenmechanik an der ETH Zürich als Nachfolger von Jachen Huder. 2003 wurde er auf eigenen Wunsch vorzeitig emeritiert. 
Er befasste sich mit Spezialverfahren im Tiefbau, der Wechselwirkung Boden-Bauwerk bei Gründungen, Barrieren in der Umweltgeotechnik (wie bei Deponien) und Geotechnik des Straßenbaus.
2000 erhielt er mit Lorenz Edelmann und Michael Hertweck den Telford Preis.

## Schriften
- mit Herbert Breth, Dieter Stroh: Verformungsverhalten des Baugrundes beim Baugrubenaushub und anschliessendem Hochhausbau am Beispiel des Frankfurter Tons, Versuchsanstalt für Bodenmechanik und Grundbau (Darmstadt): Mitteilungen der Versuchsanstalt für Bodenmechanik und Grundbau der Technischen Hochschule Darmstadt, Heft 15, 1975
- mit M. Hertweck, L. Edelmann: Mechanical behaviour of landfill barrier systems, Proceedings of the Institution of Civil Engineers – Geotechnical Engineering, Band 137, 1999, S. 215–224
- mit Hans-Jürgen Lang, Jachen Huder, Alexander Puzrin: Bodenmechanik und Grundbau, Springer, 9. Auflage 2011